# Тополево
То́полево (рос. Тополево) — село у складі Хабаровського району Хабаровського краю, Росія. Адміністративний центр Тополевського сільського поселення.

## Населення
Населення — 4384 особи (2010; 4241 у 2002).
Національний склад (станом на 2002 рік):
- росіяни — 92 %